# Фінал чемпіонату світу з хокею 2019
Фінал чемпіонату світу з хокею 2019 — фінальний матч чемпіонату світу з хокею 2019 року, який пройшов у Братиславі 26 травня 2019 на «Словнафт Арена».

## Передмова
Обидві збірні вже зустрічались в першому турі на груповому етапі цьогорічного чемпіонату. Тоді сильнішими виявились представники країни Суомі, які перемогли збірну «кленового листка» з рахунком 3–1.
Ці збірні на останніх п'ятьох чемпіонатах зустрічались між собою п'ять разів, двічі перемогу святкували канадці і ще тричі фіни, причому в фінальному матчі чемпіонату світу, що відбувався у Росії в 2016 році перемогу здобули канадці 2–0 поступившись фінам на груповому етапі 0–4. 
Цей матч стане четвертим у фіналах між цими збірними після зміни формату чемпіонату. Збірні Канади та Фінляндії відіграли три фінальних матчі в 1994, 2007 та 2016 роках і в усіх трьох перемогу здобували родоначальники хокею канадці.

## Шлях до фіналу
| Суперник | Результат       | Попередній раунд | Суперник        | Результат |    |   |    |    |     |    |                            |
| Фінляндія | 1–3             | Матч 1           | Канада          | 3–1       |    |   |    |    |     |    |                            |
| Велика Британія | 8–0             | Матч 2           | Словаччина      | 4–2       |    |   |    |    |     |    |                            |
| Словаччина | 6–5             | Матч 3           | США             | 2–3 (OT)  |    |   |    |    |     |    |                            |
| Франція | 5–2             | Матч 4           | Данія           | 3–1       |    |   |    |    |     |    |                            |
| Німеччина | 8–1             | Матч 5           | Велика Британія | 5–0       |    |   |    |    |     |    |                            |
| Данія | 5–0             | Матч 6           | Франція         | 3–0       |    |   |    |    |     |    |                            |
| США | 3–0             | Матч 7           | Німеччина       | 2–4       |    |   |    |    |     |    |                            |
| |                 | Груповий етап    |                 |           |    |   |    |    |     |    |                            |
| Обидві команди грали в Групі А: \| Поз \| Команда \| М \| В \| ВО \| ПО \| П \| ГЗ \| ГП \| Різ \| О \| Кваліфікація або пониження \| \| --- \| --------------- \| - \| - \| -- \| -- \| - \| -- \| -- \| --- \| -- \| -------------------------- \| \| 1 \| Канада \| 7 \| 6 \| 0 \| 0 \| 1 \| 36 \| 11 \| +25 \| 18 \| Плей-оф \| \| 2 \| Фінляндія \| 7 \| 5 \| 0 \| 1 \| 1 \| 22 \| 11 \| +11 \| 16 \| Плей-оф \| \| 3 \| Німеччина \| 7 \| 5 \| 0 \| 0 \| 2 \| 18 \| 18 \| 0 \| 15 \| Плей-оф \| \| 4 \| США \| 7 \| 4 \| 1 \| 0 \| 2 \| 27 \| 15 \| +12 \| 14 \| Плей-оф \| \| 5 \| Словаччина (H) \| 7 \| 3 \| 1 \| 0 \| 3 \| 28 \| 19 \| +9 \| 11 \| \| \| 6 \| Данія \| 7 \| 1 \| 1 \| 1 \| 4 \| 18 \| 23 \| −5 \| 6 \| \| \| 7 \| Велика Британія \| 7 \| 0 \| 1 \| 0 \| 6 \| 9 \| 41 \| −32 \| 2 \| \| \| 8 \| Франція (R) \| 7 \| 0 \| 0 \| 2 \| 5 \| 14 \| 34 \| −20 \| 2 \| Вибуває до Дивізіону IA \| Джерело: IIHF Правила розподілу місць у групі: 1) очки; 2) очки в очних матчах; 3) різниця шайб; 4) закинуті шайби. (H) Господар; (R) Понижений. |                 |                  |                 |           |    |   |    |    |     |    |                            |
| Суперник | Результат       | Плей-оф          | Суперник        | Результат |    |   |    |    |     |    |                            |
| Чвертьфінали | Швейцарія       | 3–2 (OT)         | Швеція          | 5–4 (OT)  |    |   |    |    |     |    |                            |
| Півфінали | Чехія           | 5–1              | Росія           | 1–0       |    |   |    |    |     |    |                            |
| Поз | Команда         | М                | В               | ВО        | ПО | П | ГЗ | ГП | Різ | О  | Кваліфікація або пониження |
| 1 | Канада          | 7                | 6               | 0         | 0  | 1 | 36 | 11 | +25 | 18 | Плей-оф                    |
| 2 | Фінляндія       | 7                | 5               | 0         | 1  | 1 | 22 | 11 | +11 | 16 | Плей-оф                    |
| 3 | Німеччина       | 7                | 5               | 0         | 0  | 2 | 18 | 18 | 0   | 15 | Плей-оф                    |
| 4 | США             | 7                | 4               | 1         | 0  | 2 | 27 | 15 | +12 | 14 | Плей-оф                    |
| 5 | Словаччина (H)  | 7                | 3               | 1         | 0  | 3 | 28 | 19 | +9  | 11 |                            |
| 6 | Данія           | 7                | 1               | 1         | 1  | 4 | 18 | 23 | −5  | 6  |                            |
| 7 | Велика Британія | 7                | 0               | 1         | 0  | 6 | 9  | 41 | −32 | 2  |                            |
| 8 | Франція (R)     | 7                | 0               | 0         | 2  | 5 | 14 | 34 | −20 | 2  | Вибуває до Дивізіону IA    |

## Матч
У першому періоді перевага була на боці канадців. Ще на 5-й хвилині фін Каскі не реалізував буліт, а на десятій хвилині Теодор вивів Канаду вперед 1–0.
Другий період розпочався з вилучення автора першої шайби в матчі та реалізацією більшості капітаном фінів Анттілою 1–1.
У третьому періоді Анттіла робить дубль та виводить фінів вперед 2–1. Остаточну перемогу фінів фіксує гол у виконанні Песонена на 55-й хвилині.
Збірна Фінляндії втретє стала чемпіоном світу після восьмирічної перерви, востаннє вони перемагали на першості 2011 року.
| 26 травня 2019 20:15 | Канада | 1 : 3 (1:0, 0:1, 0:2) | Фінляндія | «Словнафт Арена», Братислава Глядачів: 9,085 |

| Протокол                       | Протокол        | Протокол                                                                                              | Протокол       | Протокол                            |
| ------------------------------ | --------------- | --- | -------------- | ----------------------------------- |
|                                | Метт Мюррей     | Голкіпери                                                                                             | Кевін Ланкінен | Арбітри: Тобіас Бйорк Джеремі Тафтс |
| Теодор (Манта, Маккен) — 10:02 | 1:0 1:1 1:2 1:3 | 22:35 — Анттіла (Маннінен, Оямякі) 42:35 — Анттіла (Савінайнен) 55:54 — Песонен (Тюрвяйнен, Гаканпяя) |                | Арбітри: Тобіас Бйорк Джеремі Тафтс |
| 6 хв.                          | Вилучення       | 8 хв.                                                                                                 |                | Арбітри: Тобіас Бйорк Джеремі Тафтс |
| 44                             | Кидки           | 22 |                | Арбітри: Тобіас Бйорк Джеремі Тафтс |

| Чемпіон світу 2019  |
| ------------------- |
| Фінляндія 3-й титул |